# Deník (noviny)
Deník je denně vycházející periodikum, noviny.
Jen výjimečně vychází 7× týdně – nejobvyklejší je periodicita 6× týdně (vyjma neděle), někdy jen ve všední dny (5× týdně). V případě denní periodicity mívá někdy nedělní vydání spíš charakter magazínu a je připravováno předem, jen s minimem aktuálních zpráv (např. český Blesk).
Podle času vydání se deníky mohou dělit na ranní, polední a večerní (večerníky). S nástupem internetových novin, které mohou informovat okamžitě a po celý den, se ale tlak na aktuálnost v tištěných novinách snížil, takže vycházejí jen jednou denně.